# Eleutherodactylus ventrilineatus
Espèce
Synonymes
- Leptodactylus ventrilineatus Shreve, 1936

Statut de conservation UICN

 CR A3c; B1ab(iii)+2ab(iii) : 
En danger critique
Eleutherodactylus ventrilineatus est une espèce d'amphibiens de la famille des Eleutherodactylidae.

## Répartition
Cette espèce est endémique d'Haïti. Elle se rencontre de 1 700 à 2 340 m d'altitude dans le Massif de la Hotte.

## Publication originale
- Shreve, 1936 : A new Anolis and new Amphibia from Haiti. Proceedings of the New England Zoological Club, vol. 15, p. 93-99.